# Le Ghetto français
Le Ghetto français, enquête sur le séparatisme social est un court livre du sociologue Éric Maurin publié en 2004. Il démonte les mécanismes du séparatisme social, à travers la gentrification des villes. 

## Parution
Le livre parait en 2004 dans la collection La République des idées aux Éditions du Seuil.

## Thèmes
Éric Maurin poursuit la réflexion entamée dans l'ouvrage L'égalité des possibles sur la montée et l'origine des inégalités (2002).  Pour le sociologue Philippe Estèbe, il s'agit « d’un approfondissement de sa réflexion et de ses travaux sur la structure sociale, les inégalités et la « fluidité sociale » ».
La thèse de l’ouvrage est que la société française est parcourue de dualismes en tous sens qui, loin de créer un continuum de situations, créent un continuum de fractures. Dans cette société, la réussite sociale est déterminée très en amont et la circulation ascendante ex post est difficile. En conséquence, les individus et leurs parents se lancent très tôt dans une quête anxieuse des facteurs d’élection sociale : les dynamiques ségrégatives parcourent donc l’ensemble de la société et ne sont pas cantonnées à quelques riches qui cherchent à se protéger et à quelques exclus qui se trouvent relégués.
L’auteur en conclut qu’il faut s’attaquer non pas aux conséquences de la ségrégation mais à ses causes. Pour l'économiste Denis Clerc, « Ce  livre  est  une  petite  bombe.  Il  nous explique (...) que  ce  n’est  pas  par  la croissance que l’on peut faire repartir l’ascenseur  social,  mais  par  les  politiques urbaines et (...) par l’école ».